# Kōnstantinos Kotsarīs
Kōnstantinos Kotsarīs (in greco Κωνσταντίνος Κότσαρης?; Atene, 25 luglio 1996) è un calciatore greco, portiere del Panathīnaïkos.

## Carriera

### Club
Ha giocato nella prima divisione greca ed in quella cipriota.

### Nazionale
Ha giocato nelle nazionali giovanili greche Under-17, Under-18, Under-19 ed Under-21.

## Palmarès

### Club

#### Competizioni nazionali
- Souper Ligka Ellada 2: 1

Athens Kallithea: 2023-2024 (gruppo B)